# Родриго Гомес (ум. 1146)
Родриго Гомес (? — 1146) — кастильский дворянин и военачальник короля Альфонсо VII. Он управлял значительной частью Астурии и Северной Кастилии, был вовлечен в политику с соседней Наваррой, с королевской семьей которой состоял в родстве по браку, и принимал участие в Реконкисте. Хотя король Кастилии неоднократно награждал его за верность, он все же принял участие в одном кратковременном восстании, возглавляемом его родственником. Он принадлежал к ветви рода Лара.

## Биография

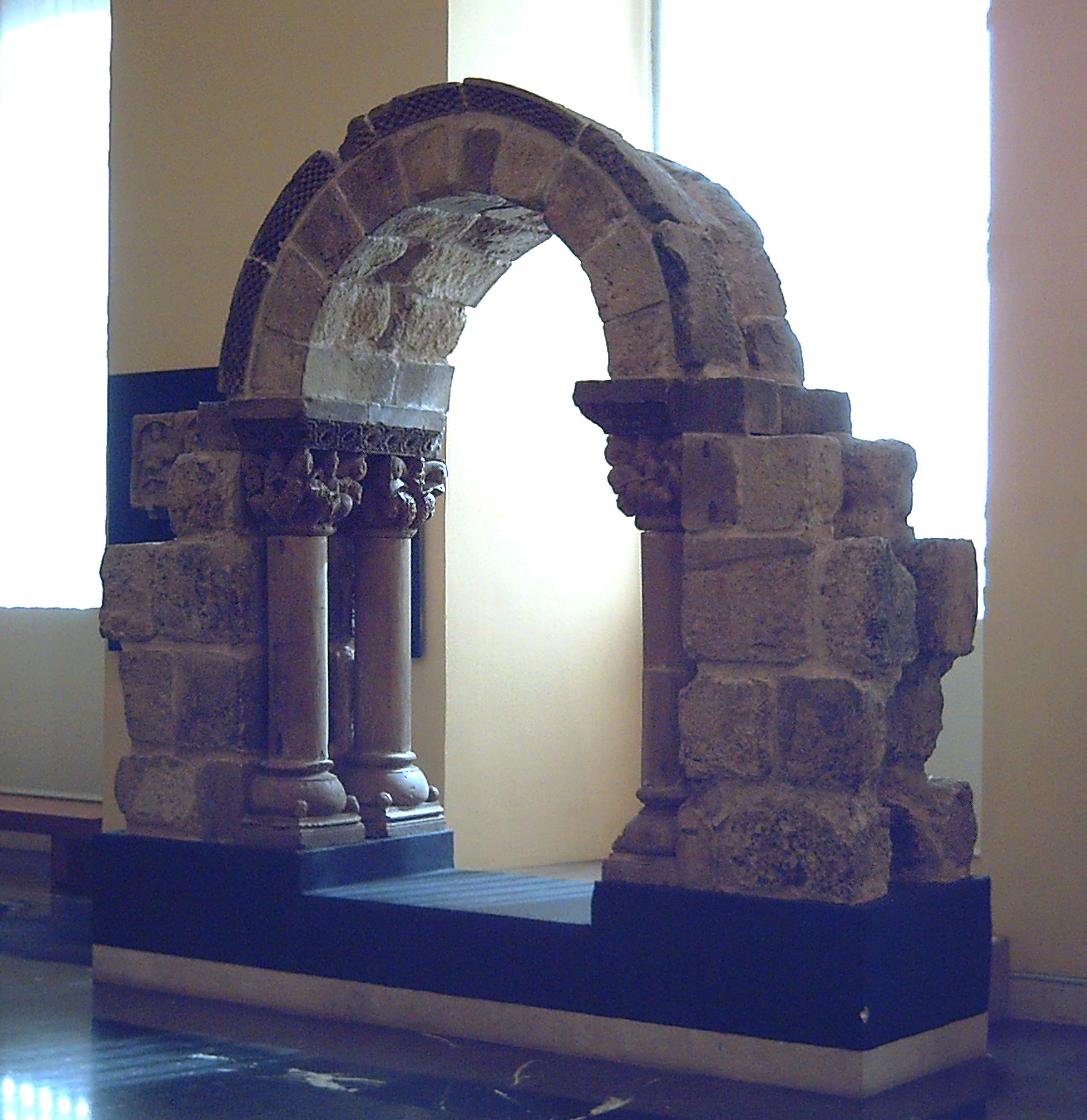
Сохранилась романская арка из Сан-Педро-де-лас-Дуэньяс, вылепленная в свое время Родриго. Он сделал пожертвование Сан-Педро в 1126 году.

Родриго был сыном Гомеса Гонсалеса (? — 1111) и Урраки Муньос. Он был женат на Эльвире, дочери наваррского инфанта Рамиро Санчеса, незадолго до 1137 года, когда они совместно пожертвовали свою виллу (Паласио в современных записях) в Вильяверде монастырю Сан-Сальвадор-де-Онья. В этом пожертвовании Родриго выразил пожелание, чтобы его дар приобрел вечную жизнь для его сюзерена Альфонсо VII. Эльвира пережила своего мужа на несколько лет, сделав ещё одно пожертвование онии 18 февраля 1161 года, как раз перед её отъездом в паломничество в Иерусалим. Супруги произвели на свет трех сыновей, каждый из которых стал графом: Альваро, Гомес и Гонсало.
Согласно одному историку, Родриго впервые появляется в королевских документах в 1119 году, через восемь лет после смерти его отца в битве при Кандеспине (1111). Другой историк приводит документ от 13 февраля 1121 года в архивах монастыря Саагун, излюбленной королевской резиденции, как его первое публичное появление. После смерти королевы Урраки 8 марта 1126 года Родриго и его брат Диего были одними из первых, кто принес оммаж её преемнику Альфонсо VII. В этой связи они являются первыми кастильцами, перечисленными в Хроника Альфонсо Императора.
17 июня 1126 года Родриго сделал пожертвование бенедиктинскому монастырю Сан-Педро-де-лас-Дуэньяс. Он сделал много других пожертвований бенедиктинскому монастырю Сан-Сальвадор-де-Онья, как до, так и после своей женитьбы (например, 1142).
В начале правления Альфонсо VII Родриго Гомес начал набирать своё влияние в Кастилии. 13 сентября 1129 года он удерживал от имени короля виллы Сервера и Муда. 16 ноября 1129 года он был записан как держащий Бривьеску. После восстания Родриго Гонсалеса де Лара в 1130 году Родриго Гомес сменил его на посту губернатора Астуриас-де-Сантильяна, хотя первая хартия, в которой он упоминается как таковой, датируется 2 декабря 1131 года. Он продолжал править этим регионом до конца своей жизни. Он также был удостоен королевской милости в октябре 1130 года.
К 1 июня 1131 года Родриго Гомес получил титул графа, наивысшее достоинство в королевстве. В то же время он впервые упоминается как правитель района Ла-Буреба, которого он придерживался по крайней мере до 25 февраля 1144 года. Его сын Гонсало также будет править Ла-Буребой большую часть своей карьеры. Частная грамота из аббатства Сан-Сальвадор-де-Онья, датированная ноябрем 1129 года, показывает Родриго как сеньора в этом регионе. Примерно в то же время в Бривьеске 10 октября 1129 года была принята королевская хартия Альфонсо I Арагонского и Наваррского, именующая Фортуна Гарсеса Кахаля как правителя феода Ла-Буреба. Эти две хартии указывают на спорный характер этого пограничного района.
В 1132 году Родриго Гомес поддержал своего родственника Гонсало Пелаэса (? — 1138), который тогда поднял восстание в Западной Астурии и быстро впал в немилость. Король собирал армию в Атьенсе для войны с королем Арагона и Наварры Альфонсо Вителем, когда узнал о восстании. Он изменил планы и повел свою армию в Астурию, где «схватил [Родриго Гомеса], лишил его чести и отослал прочь», согласно хронике Альфонсо Императора (I, § 30). Родриго все ещё находился при королевском дворе 28 мая 1132 года и уже к январю 1133 года вернулся в фавор.
19 декабря 1135 года Родриго Гомес и его сестры, Санча и Эстефания, сделали пожертвование в пользу души своего покойного брата Диего. 21 ноября 1137 года король Леона и Кастилии Альфонсо VII пожаловал Родриго ряд поместий в благодарность за его верную службу, несмотря на события 1132 года. К 14 сентября 1138 года Родриго был назначен губернатором Белорадо, пост которого он занимал до 1144 года, когда он также ненадолго стал править Сересо. В 1139 году он участвовал в осаде крепости Ореха в течение всего лета до осени.
22 февраля 1140 года Родриго Гомес стал свидетелем заключения договора между королем Леона Альфонсо VII и графом Раймондом Беренгаром IV Барселонским в Каррион-де-лос-Кондес. Позднее в том же году Родриго вместе с Гутьерре Фернандесом де Кастро и неким Лопе Лопесом вел войну против короля Гарсии Рамиреса Наваррского от имени Альфонсо VII. Шурин Гарсии Наваррского был фактически шурином Родриго.
К 27 января 1141 года Родриго Гомес был записан как правитель Castella Vetula (Старой Кастилии) на севере королевства, территория которого граничила с Астуриас-де-Сантильяна. Он продолжал держать этими регионами до самой смерти. В 1142 году он был назначен наставником или опекуном инфанта Гарсии, младшего сына Альфонсо VII. Молодой Гарсия умер в 1145 году.
В 1144 году Родриго и Гутьерре Фернандес сопровождали короля Наварры, против которого они сражались четыре года назад, из Леона в Памплону с его новой невестой Урракой, дочерью Альфонсо VII. Сопровождающие были вознаграждены Гарсией, как об этом говорится в хронике Адефонси (I, § 94):

[В Памплоне] Король Гарсия приготовил королевский пир для кастильцев и для всех рыцарей и офицеров своего королевства. Празднование длилось несколько дней. Когда все закончилось, король подарил кастильским дворянам великолепные подарки, и каждый из них вернулся в свою страну.

Последний документ, в котором Родриго упоминается как правящий Астурией и Кастилией, датируется 19 сентября 1146 года. Вскоре после этого он сделал свое последнее пожертвование в пользу монастыря Сан-Сальвадор-де-Онья, 21 сентября. Последнее упоминание о том, что Родриго все ещё жив, относится к ноябрю 1146 года. Согласно хронике Бургоса, он умер в том же году. Сохранившиеся королевские документы свидетельствуют о том, что большую часть своего последнего года он провел при дворе.